# Horcajo-Medianero
Horcajo-Medianero är en ort i Spanien.   Den ligger i provinsen Provincia de Salamanca och regionen Kastilien och Leon, i den centrala delen av landet, 150 km väster om huvudstaden Madrid. Horcajo-Medianero ligger 1 007 meter över havet och antalet invånare är 348.
Terrängen runt Horcajo-Medianero är huvudsakligen platt, men österut är den kuperad. Runt Horcajo-Medianero är det glesbefolkat, med 9 invånare per kvadratkilometer. Närmaste större samhälle är Alaraz, 15,7 km nordost om Horcajo-Medianero. Trakten runt Horcajo-Medianero består i huvudsak av gräsmarker.